# Sabine Rinberger

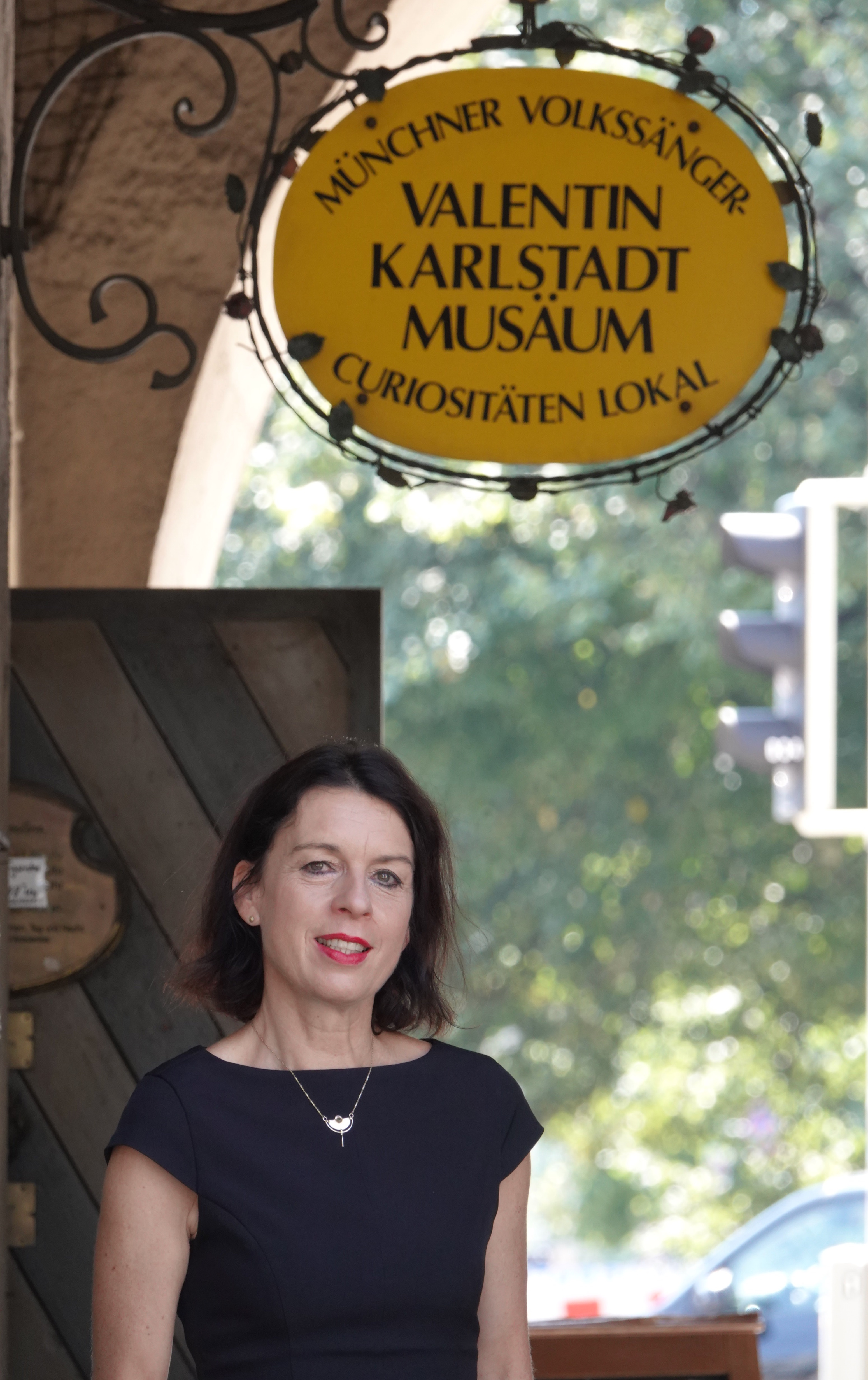
Sabine Rinberger, Leiterin des Valentin-Karlstadt-Musäums in München

Sabine Rinberger (* 1966 in München) ist eine deutsche Historikerin und Direktorin des Valentin-Karlstadt-Musäums in München.
Sabine Rinberger wuchs in München mit drei Schwestern auf. Nach einer Ausbildung zur Erzieherin und einem zweijährigen Aufenthalt in Paris studierte sie Neuere und Neueste Geschichte (Hauptfach), Alte Geschichte (Nebenfach) und Soziologie bei Ulrich Beck an der Münchner Ludwig-Maximilians-Universität. Bereits während ihres Studiums arbeitete Rinberger in Museen und Ausstellungen. Als erstes eigenes Projekt kuratierte sie für das Haus der Bayerischen Geschichte unter Manfred Treml im Jahr 1995 die Ausstellung „6 Jahre Deutsche Einheit“ in der Bayerischen Staatskanzlei. Nach weiterer Tätigkeit als Ausstellungskuratorin führt sie seit 2004 das Valentin-Karlstadt-Musäum im Münchner Isartor. Sie modernisierte 2004 das Museum, installierte ein kleines Kino für Kurzfilme und transformierte das Turmstüberl zu einem Café, das auch als Bühne für musikalische und kabarettistische Veranstaltungen dient. Nach der Übernahme des Museums im Jahr 2004 führte sie es in Eigenregie, ab 2018 als von der Stadt München angestellte städtische Museumsdirektorin. Die zahlreichen Ausstellungen im Valentin-Karlstadt-Musäum kuratiert Rinberger zum größten Teil selbst.
Sabine Rinberger lebt in München und ist Mutter von drei Kindern.

## Publikationen (Auswahl)
- Sabine Rinberger – 8 Stunden sind kein Tag – Geschichte der Gewerkschaften in Bayern, Veröffentlichungen zur Bayerischen Geschichte und Kultur 34/97, Haus der Bayerischen Geschichte, Augsburg 2001
- Sabine Rinberger, Auch Frauen können streiken, Streik in der Bischofswiesener Strumpfwirkerei 1958. Aus der Geschichte der gewerkschaftlichen Frauenpolitik 1945–1995, München 2002
- Sabine Rinberger: Fremde und Fremdes bei Karl Valetnin, in XENOPOLIS. Von der Faszination und Ausgrenzung des Fremden in München. Hrsg. Angela Koch, Berlin 2005
- Sabine Rinberger. An jedem Eck a Gaudi, Karl Valentin, Liesl Karlstadt und die Münchner Volkssänger, Edition Bayern, hrsg. vom Haus der Bayerischen Geschichte und dem Valentin-Karlstadt-Musäum, Augsburg 2011
- Sabine Rinberger und Andreas Koll: Liesl Karlstadt – Schwere Jahre 1935–1945, Verlag Antje Kunstmann, München 2019. ISBN 978-3-95614-325-0
- Christian Boltanski – Tode zum Lachen, (Hrsg. Sabine Rinberger), Kunstmann, München 2022, ISBN 978-3-95614-521-6